# Oberst-Mundschenk
L' Oberst-Mundschenk (in italiano: maestro coppiere supremo) era l'ufficiale amministrativo incaricato dell'approvvigionamento del vino e della gestione dei vigneti dipendenti dalla corte imperiale. Inizialmente funzionale, l'incarico divenne col tempo meramente onorifico.
La carica era presente anche nel Regno di Boemia ed in alcuni territori ereditari della corona asburgica.

## Oberst-Mundschenkdell'imperatore
Quando il Regno di Boemia entrò a far parte dei possedimenti degli Asburgo, la carica venne concessa come ereditaria ai conti Schenken von Limpurg e dal 1714 passò ai conti di Althann.
- ?-1713 Vollrath Schenken von Limpurg
- 1714-1722 Michael Johann von Althann
- 1722-1778 Michael Johann Evangelist von Althann

## Oberst-Mundschenkdel Regno di Boemia
La carica venne concessa come ereditaria nel 1337 alla famiglia Vartenberk, passando nel 1627 agli Slavat e nel 1612 ai Czernin di Chudenice.
- 1147 Budislav
- 1160–1165 Vecel
- 1169–1170 Zdeslav
- 1175–1177 Duhomil
- 1177 Stefan
- 1180 Hroznata
- 1183 Mutina
- 1184 Konrad
- 1187 Sesimo
- 1194 Arnošt
- 1207 Bohuta
- 1220–1225 Martin
- 1232–1238 Zbraslav
- 1238–1239 Bavor I zu Strakonice († 1260)
- 1239–1248 Jaroš zu Slivno und Poděhus
- 1251 Baviera
- 1253 Chech († 1270)
- 1262 Domaslav
- 1251–1267 Oldřich Zajíc
- 1268–1270 Havel II zu Lemberk
- 1270–1277 Volkmar zu Třebonín
- 1283 Beneš zu Vartenberk († circa 1294)
- 1284–1285 Jaroslav zu Šternberk
- 1285 Zdeslav III zu Šternberk
- 1289 Jan zu Michalovice (dopo il 1260-1306)
- 1308–1310 (?) Jan zu Vartenberk († 5 gennaio 1316)
- 1318–1332 Beneš zu Vartenberk († 1332)
- 1337–1364 Vaněk zu Vartenberk († circa 1364)
- 1365–1382 (?) Jan Děčínský zu Vartenberk († circa 1383)
- prima del 1404–1405 Jan Veselský zu Vartenberk
- 1408–1414 o 1425 Čeněk zu Vartenberk († 17 settembre 1425 Veliš u Jičín)
- 1425 (?) –1433 (?) Jan Chudoba zu Ralsko
- 1433 (?) –1436 Sigmund Děčínský zu Vartenberk
- 1454 (?) –1463 Jan zu Vartenberk
- 1463–1487 (?) Beneš zu Vartenberk e Zákup
- 1487–1506 Sigismondo zu Vartenberg
- 1518–1537 Kryštof Děčínský zu Vartenberk
- 1537–1541 Prokop zu Vartenberg
- 1589–1604 Enrico il Giovane zu Vartenberk
- 1604–1608 Sigismondo zu Vartenberg
- 1608–1617 Jan zu Vartenberk
- 1617–1622 Jan Jiří zu Vartenberk
- 1625 Ota Jindřich zu Vartenberk
- 1627-1652 Vilém Slavata z Chlumu a Košumberka (1. 12. 1572 Čestín – 19. 1. 1652 Vídeň)
- 1652–1657 Adam Pavel Slavata z Chlumu a Košumberka (13. 6. 1604 – 2. 7. 1657 Nová Bystřice)
- 1657–1673 Ferdinand Vilém Slavata z Chlumu a Košumberka(1. 9. 1630 – 2. 4. 1673)
- 1673–1689 Jan Jiří Jáchym Slavata z Chlumu a Košumberka (1638 – 1. 7. 1689 Velvary)
- 1689–1691 František Leopold Vilém Slavata z Chlumu a Košumberka (1639 – 26. 1. 1691 Jindřichův Hradec)
- 1691–1712 Jan Karel Jáchym Slavata z Chlumu a Košumberka (1641 – 21. 7. 1712 Řím)
- 1712–1733 Franz Joseph Czernin von und zu Chudenitz (5. 3. 1696 – 6. 3. 1733 Vienna)
- 1733–1777 Prokop Adalbert Czernin von und zu Chudenitz (23. 3. 1726 Praga – 30. 1. 1777 Praga)
- 1777–1845 Johann Rudolph Czernin von und zu Chudenitz (9. 6. 1757 Vienna – 23. 4. 1845 Vienna)
- 1845–1868 Eugen I Karl Czernin von und zu Chudenitz (4. 11. 1796 Vienna – 11. 7. 1868 zámek Petrohrad)
- 1868–1908 Jaromir Czernin von und zu Chudenitz (13. 3. 1818 Vídeň – 26. 11. 1908 Petrohrad)
- 1908–1918 Eugen II Jaromir Czernin von und zu Chudenitz (13. 2. 1851 Vídeň-Josefstadt – 5. 11. 1925 Pietrogrado)

## Oberst-Mundschenkdelle terre ereditarie della corona asburgica

### Alta Austria
Sino al 1848, la carica venne ricoperta per via ereditaria dalla famiglia dei conti Barth von Barthenheim.
- ?-? Adolphe Michel Barth von Bartenheim
- ?-1848 Adolphe Ludwig Barth von Bartenheim

### Bassa Austria
Sino al 1848, la carica venne ricoperta per via ereditaria dalla famiglia dei conti von Hardegg.

### Stiria
Sino al 1848, la carica venne ricoperta per via ereditaria dalla famiglia dei conti von Stubenberg.

### Carinzia
Sino al 1848, la carica venne ricoperta per via ereditaria dalla famiglia dei conti poi principi di Dietrichstein.
- ?–1698 Ferdinando Giuseppe di Dietrichstein (25 settembre 1636-28 novembre 1698 Vienna)
- 1698–1708 Leopoldo Ignazio di Dietrichstein (16 agosto 1660 Eggenberg - 13 luglio 1708 Mikulov)
- 1708–1738 Gualtiero Francesco Saverio di Dietrichstein (18 settembre 1664 Brno – 3 novembre 1738 Mikulov)
- 1738–1784 Carlo Massimiliano di Dietrichstein (28 aprile 1702 Brno - 24 ottobre 1784 Mikulov)
- 1784-1808 Carlo Giovanni Battista di Dietrichstein

...
- ?–1825 Giuseppe Carlo di Dietrichstein (Vienna 19.10.1763 – Vienna 17.9.1825)

### Carniola
Dal 1622 al 1719, la carica venne ricoperta per via ereditaria dalla famiglia dei conti poi principi di Eggenberg, passando poi ai conti Cobenzl sino al 1742 e successivamente ai Coronini Cronberg.
- 1622–1634 Giovanni Ulrico di Eggenberg (1568 Hradec – 18 ottobre 1634 Lubiana)
- 1634–1649 Giovanni Antonio I di Eggenberg (Vienna 5/2/1610 – Lubiana 12/2/1649)
- 1649-1710 Giovanni Cristiano I di Eggenberg
- 1710–1713 Giovanni Sigifredo di Eggenberg (13.8.1644 – 5.11.1713 Hradec)
- 1713-1716 Giovanni Antonio II di Eggenberg (1669-1716)
- 1716-1717 Giovanni Cristiano II di Eggenberg (1704-1717)
- 1719–1742 Johann Kaspar II Cobenzl (30.5.1664, Wippach , oggi Vipacco, Slovenia - 30.4.1742, Vienna)
- 1742-1770 Johann Karl Philipp von Cobenzl
- 1770-1809 Johann Ludwig Joseph von Cobenzl
- 1809-1810 Johann Philipp von Cobenzl
- 1810-1848 Michele Coronini Cronberg

### Tirolo
Sino al 1848, la carica venne ricoperta per via ereditaria dalla famiglia dei conti di Spaur.
- ?-1712 Johann Anton von Spaur und Flavon
- 1712-1759 Johann Franz von Spaur und Flavon
- 1759-1797 Franz Joseph von Spaur und Flavon
- 1797-1821 Friedrich Franz Joseph von Spaur und Flavon
- 1821-1824 Franz Joseph von Spaur und Flavon
- 1824-1848 Franz Karl von Spaur und Flavon

## Oberst-Mundschenkdel Margraviato di Moravia
- 1203–1213 Sulislav
- 1226 Vilém
- 1228 Miroslav
- 1233–1237 Lupold
- 1239–1245 Vilém
- 1240–1249 Lupold
- 1253 Volfram
- 1256 Diviš
- 1262–1267 Oneš
- 1268–1272 Nezamysl
- 1284 Jaroslav ze Šternberka
- 1303 Protiva z Dúbravice
- 1327 Oldřich z Kesinku
- 1334 Oldřich z Kesinku
- 1381–1382 Čeněk z Rovečné
- 1384–1385 Heník z Valdštejna
- 1481 Václav z Boskovic